# Федосеевка (Заветинский район)
Федосеевка — село в Заветинском районе Ростовской области.
Административный центр Федосеевского сельского поселения.

## История
Село основано в начале XX века. В 1906 году принял крещение калмык Джимгин. При крещении он был наречен как Степан Толстов. Его хутор с тех пор стали называть Толстов-хутор. Сын Джимгина (Степана) Антон построил на левом берегу реки Загисты ветряную мельницу. Население хутора быстро увеличивалось. 11 июня 1912 года (в день Феодосии-колосяницы) церковь была освящена и открыта, в честь этого события переименован в село Федосеевка. Крепкие хозяйства имели огромные площади лучшей земли, разводили стада домашних животных, нанимали батраков из местных крестьян. При церкви действовала начальная школа.
Село относилось к Торговенской волости Черноярского уезда Астраханской губернии. По состоянию на 1914 года в селе Федосеевском имелось 192 двора, проживало 983 душ мужского и 987 женского пола. 
Советская власть провозглашена в середине февраля 1918 года. В годы Гражданской войны здесь проходили тяжелые бои со сменой власти. В начале 1920 года в поселении вновь установлена советская власть. В результате революции и Гражданской войны численность населения села сократилась. Согласно всесоюзной переписи населения 1926 года в селе проживал 1591 житель, из них 1506 украинцев. 
В 1964 году на базе села Федосеевка и хутора Свободное (Сукта) был образован откормсовхоз «Ремонтненский». В 1970-е гг. в селе Федосеевка был заложен парк, пущен водопровод, проведено уличное освещение и озеленение. В 1974 году в селе была открыта средняя школа.

## География
Село расположено в степи на юго-востоке Заветинского района в пределах Ергенинской возвышенности, относящейся к Восточно-Европейской равнине, на реке Загиста, на высоте около 80 метров над уровнем моря. Рельеф местности холмисто-равнинный, осложнён балками и оврагами. Почвы светло-каштановые солонцеватые и солончаковые.
По автомобильным дорогам расстояние до областного центра города Ростов-на-Дону - 440 км, районного центра села Заветное - 40 км. 
Для села, как и для всего Заветинского района характерен континентальный, засушливый климат, с жарким летом и относительно холодной и малоснежной зимой (согласно классификации климатов Кёппена - Dfa). Расчтёная многолетняя норма осадков - 348 мм, наибольшее количество осадков выпадает в июне - 41 мм, наименьшее в феврале, мерте и октябре (по 22 мм). Среднегодовая температура положительная и составляет + 9,2 °C, средняя температура самого холодного месяца января - 5.8 °C, самого жаркого месяца июля + 24.5 °C.
Часовой пояс
Федосеевка, как и вся Ростовская область, находится в часовой зоне МСК (московское время). Смещение применяемого времени относительно UTC составляет +3:00.

## Население
| 1914 | 1926 | 2002 |
| ---- | ---- | ---- |
| 1970 | 1591 | 1144 |

| 2010 |
| ---- |
| 1004 |

## Улицы
| - ул. Гагарина, - ул. Заречная, - ул. Комсомольская, - ул. Молодёжная, - ул. Новоселов, - ул. Октябрьская, | - ул. Пионерская, - ул. Пограничная, - ул. Промышленная, - ул. Целинная, - ул. Центральная. |